# Naturpark Schlei

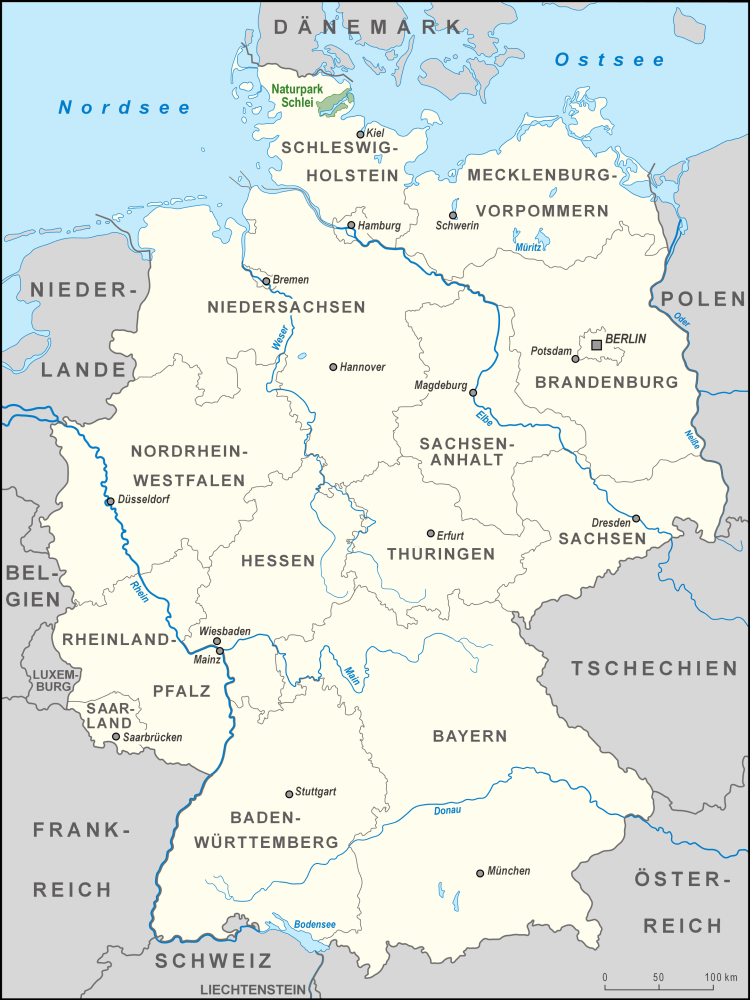
Lage des Naturparks Schlei

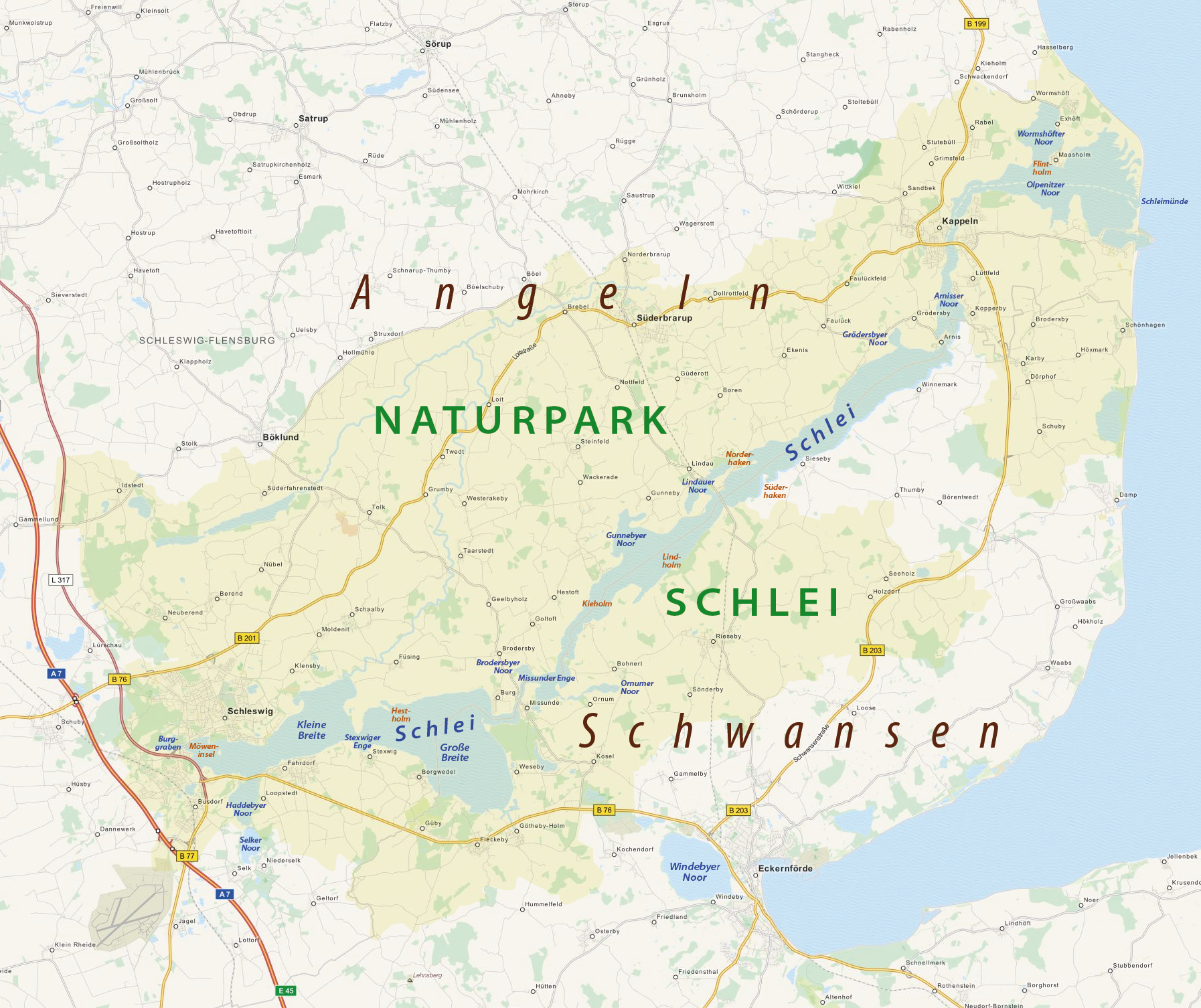
Übersichtskarte des Naturparks Schlei

Der Naturpark Schlei liegt in der Region rund um die Schlei im Norden Schleswig-Holsteins. 
Der sechste und nördlichste Naturpark in Schleswig-Holstein wurde am 30. Oktober 2008 durch das Landwirtschaftsministerium formell anerkannt. Träger ist der im Sommer 2008 gegründete Verein Naturpark Schlei. Erklärtes Ziel des Naturparks ist die Stärkung der Schlei-Region als Lebens-, Erholungs-, Natur- und Wirtschaftsraum.
Zum Naturpark gehören die Flächen von 44 Gemeinden und Städten auf beiden Seiten der gut 40 Kilometer langen Schlei mit zusammen knapp 50.000 Hektar. Der Naturpark deckt dabei Gemeinden des südlichen Angelns wie auch des nördlichen und nordwestlichen Schwansens ab und erstreckt sich über Teile der Kreise Schleswig-Flensburg und Rendsburg-Eckernförde.